# Tradescantia subaspera
Tradescantia subaspera là một loài thực vật có hoa trong họ Commelinaceae. Loài này được Ker Gawl. miêu tả khoa học đầu tiên năm 1813.